# Jリーグ実況ウイニングイレブン'98-'99
リーグ実況ウイニングイレブン'98-'99はコナミ（現在はコナミデジタルエンタテインメント）より1998年12月3日に発売されたウイニングイレブンシリーズの1つ。Jリーグウイニングイレブンシリーズとしては4作目。

## 概要
前作と比べ、グラフィックや選手の動きが改善されている。新モードとしてスペシャルマッチが追加された、このモードは東日本のクラブチームと西日本のクラブチームの選手によるオールスター戦と、日本選手選抜と外国籍選手選抜による対戦がプレイ可能。なお、今作での実況は真鍋由（当時・テレビ朝日アナウンサー）が担当している。